# Villa Rufolo

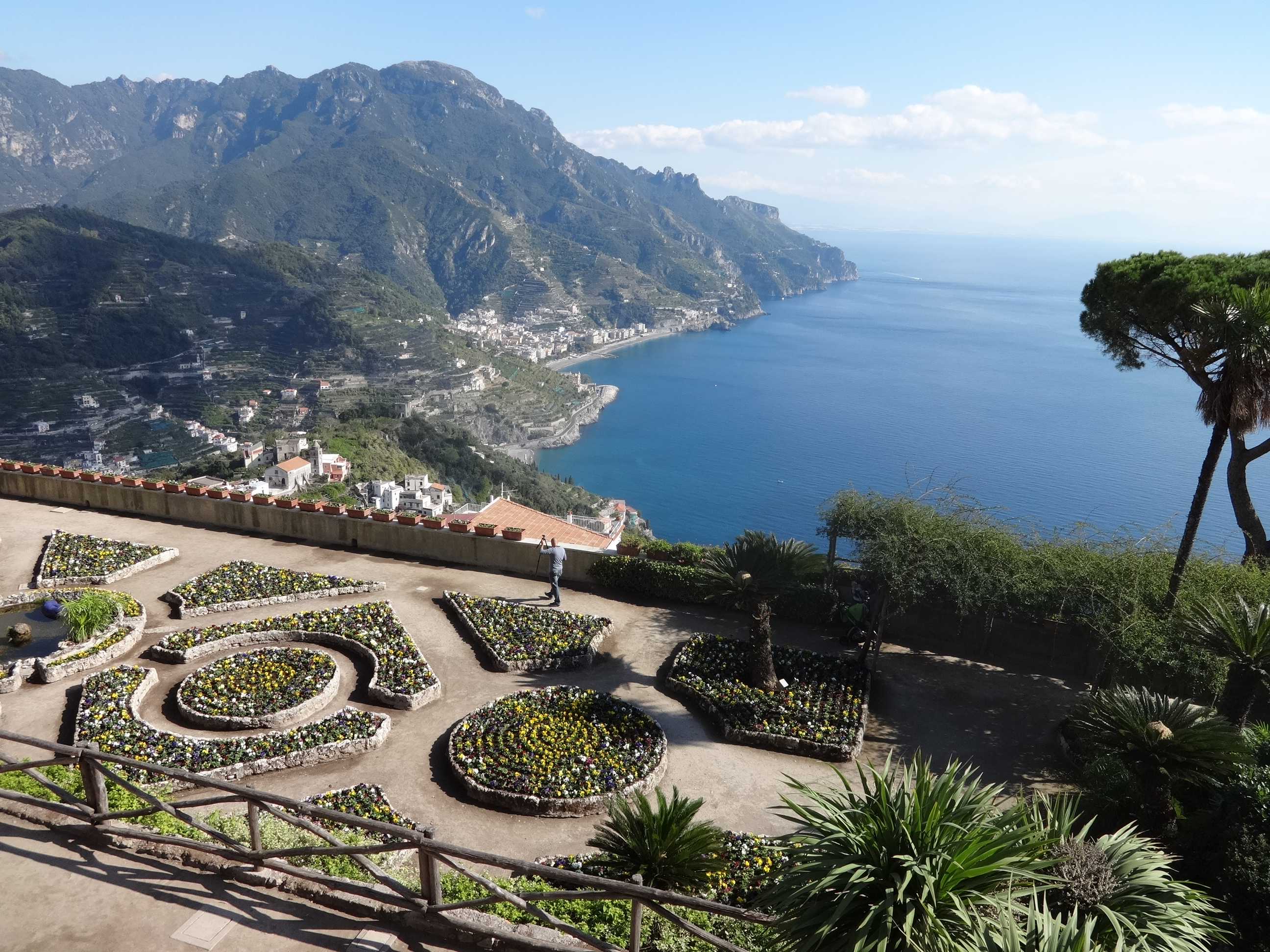
Garten der Villa Rufolo

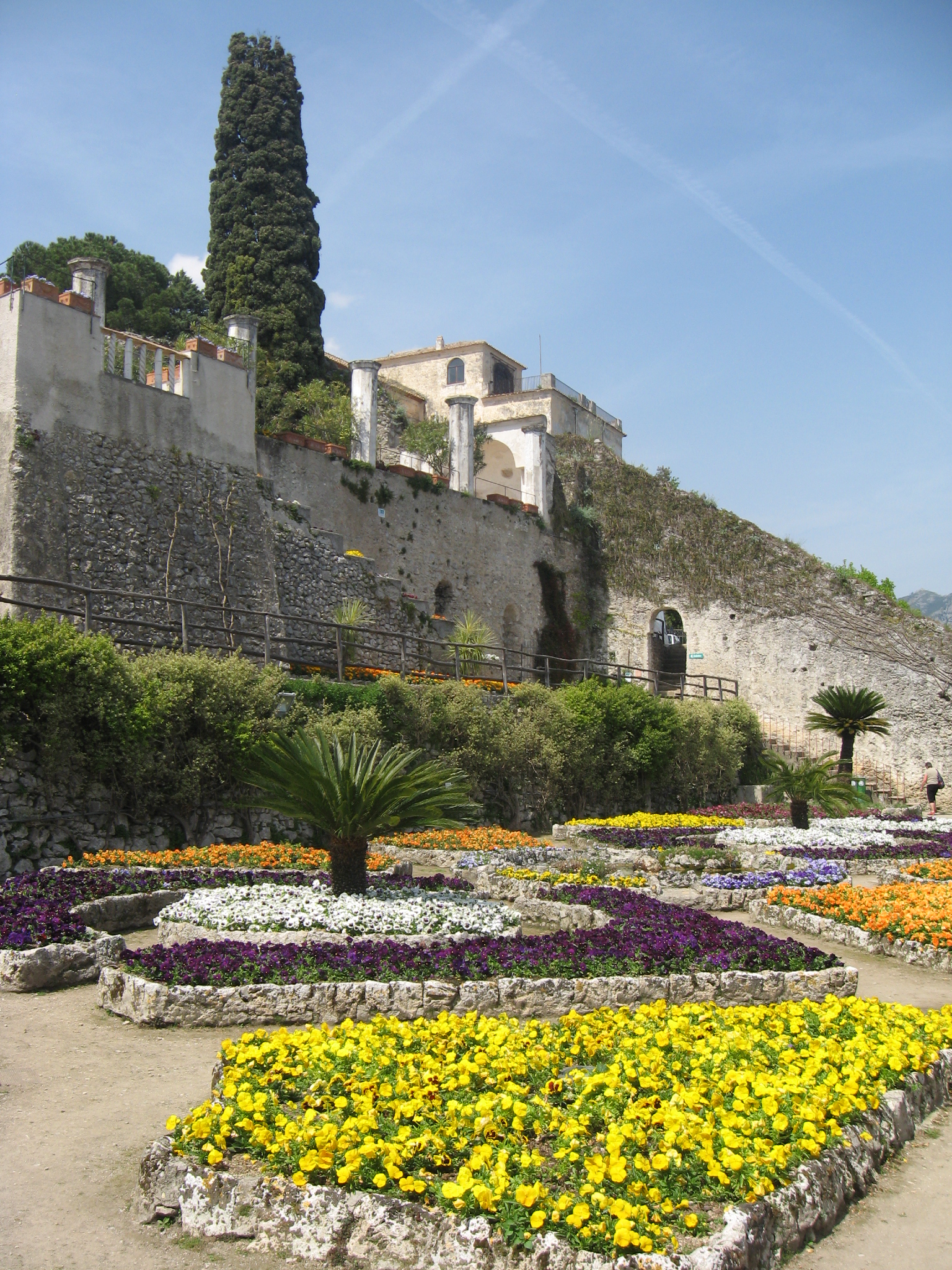
Blick vom Garten zur Villa

Die Villa Rufolo ist eine im frühen 13. Jahrhundert errichtete und im 19. Jahrhundert umgebaute Wohnanlage im italienischen Ort Ravello. Sie befindet sich in der Provinz Salerno, Kampanien an der Amalfiküste.

## Geschichte
Die Villa wurde von der einflussreichen und wohlhabenden Familie Rufolo im 13. Jahrhundert errichtet. Die Rufolo stammten ursprünglich aus Rom und besaßen eigene Schiffe und Banken in Apulien und auf Sizilien. Im 14. Jahrhundert war König Robert von Anjou Gast in der Villa. Diese ging danach durch die Hände weiterer Familien wie den Confalone, Muscettola und den d’Afflitto.
Im Jahr 1851 wurde die Villa an den schottischen Industriellen Francis Neville Reid verkauft, welcher eine grundlegende Umgestaltung vornahm. In dieser Form sind die Villa und der Garten noch heute zu besichtigen.
In den Gärten der Villa fand Richard Wagner 1880 die Inspiration für das Bühnenbild des 2. Aktes (Klingsors Zaubergarten) seiner Oper Parsifal. Auch andere Musiker wie Edvard Grieg und Giuseppe Verdi waren von den Gärten beeindruckt.

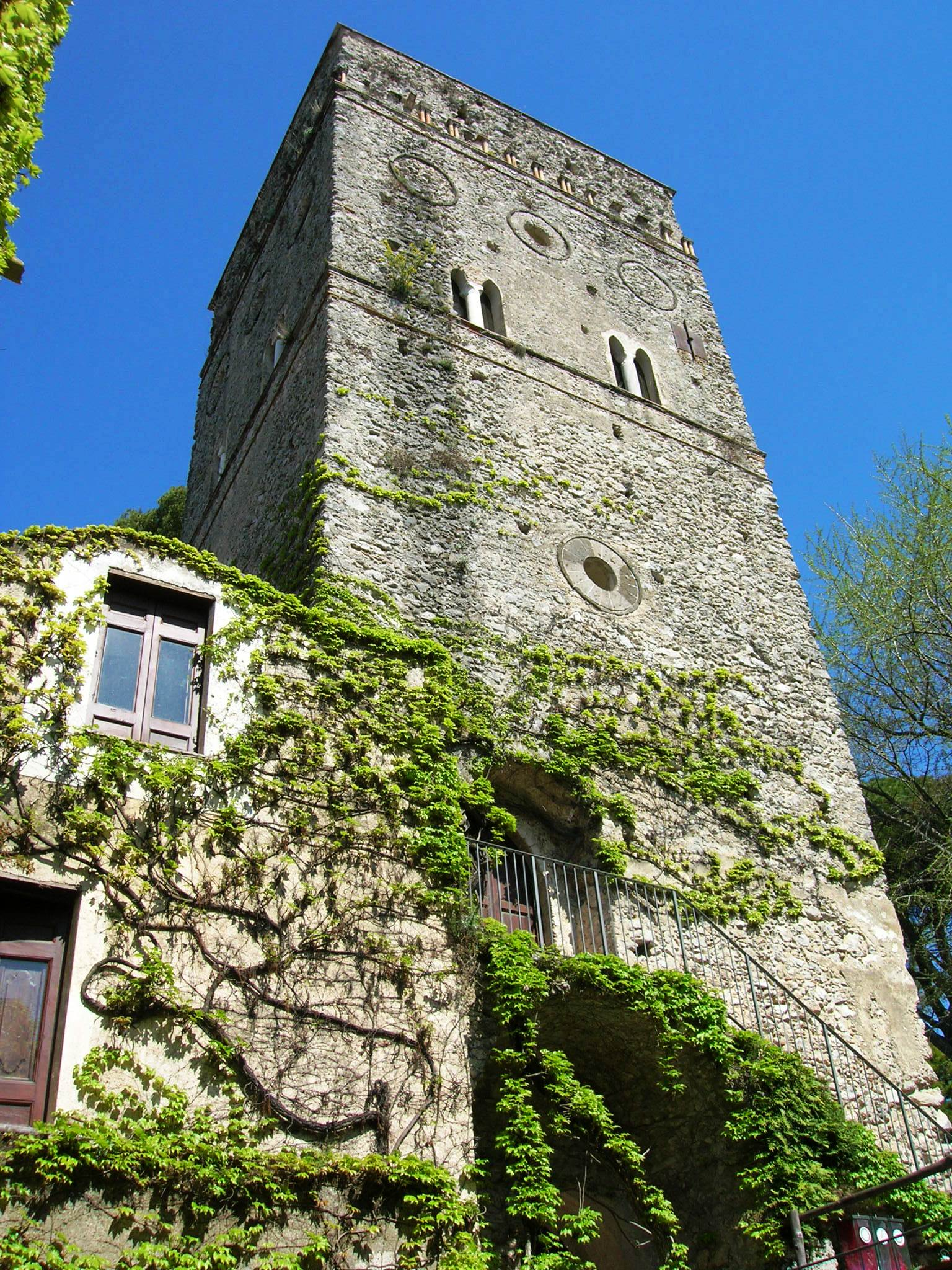
Der Wohnturm Torre Maggiore

## Bauten und Gärten
Den Eingangsbereich der Villa am zentralen Kathedralen-Vorplatz bildet ein massiver Torturm. Diesen betritt man durch ein spitzbogiges Tor, das von zwei steinernen Krokodilköpfen geschmückt wird. Im Inneren wird der etagenlose Turm durch ein Rippengewölbe und zahlreiche Elemente aus gelbem und grauem Tuffgestein gestaltet. In den Ecken des Turmes stehen vier Statuen, welche die 4 Jahreszeiten darstellen. Der Turm diente schon immer als Schmuckelement und blieb ohne Verteidigungsfunktion. Die trifft auch auf den 30 Meter hohen Turm im inneren des Komplexes, den Torre Maggiore, zu. Betreten kann man den dreietagigen Turm durch ein Spitzbogen-Portal. Im Obergeschoss ist er mit zwei Doppelfenstern auf jeder Seite verziert.
Im Innenbereich der Villa liegt ein im 18. Jahrhundert gestalteter Hof, welcher von drei Seiten wie ein maurischer Kreuzgang mit Spitzbögen, Arabesken und Doppelsäulen gestaltet ist. Außerdem verfügt die Villa über eine Kapelle mit Deckengewölbe und einen Speisesaal, welcher, durch niedrige und massive Säulen gestützt, drei Etagen überspannt.
Beeindruckend sind vor allem die im 19. Jahrhundert angelegten Gärten. Rund um die Villa ist der Garten eher geschlossen mit vielen kleinen Bauten gestaltet. So unter anderem dem Sala dei Cavalieri, einer Ruine mit mächtigen Spitzbögen, welche ursprünglich mit dem Wohnturm verbunden war. Das Highlight des Gartens sind die Terrassen an der Südseite mit unterschiedlich geformten Blumenbeeten, zahlreichen Pflanzenarten und einem weiten Blick über das Meer.

## Gegenwart
In den Innenräumen der Villa und im Garten finden Ausstellungen meist zeitgenössischer Kunst statt. So zum Beispiel vom 11. Juli bis 26. August 2025 „Die Frauen der Antike“ mit Werken von Anselm Kiefer.
Im Andenken an den Besuch Richard Wagners finden in den Gärten der Villa Rufolo jährlich Wagner-Konzerte statt. Hierfür wird eine Orchestertribüne aufgebaut, welche über die Mauern der Villa hinausreicht.
Die Villa ist heute Sitz des Centro Universitario Europeo per i Beni Culturali (Europäisches Universitätszentrum für das Kulturelle Erbe), das unter anderem Projekte für Kultur- und Umweltschutz sowie neue Ansätze zum Kulturtourismus entwickelt.